# Дипольные отражатели
Дипо́льный отража́тель (ДО, он же дипольный противорадарный отражатель, ДПРО) — одно из средств радиоэлектронного подавления, разновидность пассивной ложной цели для противодействия радиолокационным системам наведения, обнаружения, целеуказания и управления оружием. Представляет собой полоски из алюминиевой фольги или нарезанной металлизированной бумаги или отрезки металлизированного стекловолокна. Для успешного отражения сигнала они должны иметь длину около половины длины волны, излучаемой РЛС (официальное название «Дипольный полуволновый отражатель»).
Дипольные отражатели в большом числе выбрасывают или выстреливают в воздушное пространство упакованными в пачки (заряды) или без упаковки, при этом они рассеиваются. Для выброса металлизированной фольги или металлизированного стекловолокна применяются бункеры типа АСО, АПП с большим количеством зарядов диполей. Патронами ДО могут снаряжаться и автоматы постановки ИК-помех. Для авиационных пушек созданы специальные противорадиолокационные снаряды (ПРЛ), которые при разрыве выбрасывают облачко помех (например, ПРЛ-23-АМ-ГШ — это 23-мм противорадиолокационный патрон под пушку АМ-23 или ГШ-23, со снарядом, снаряженным отражателями ДОС-15).

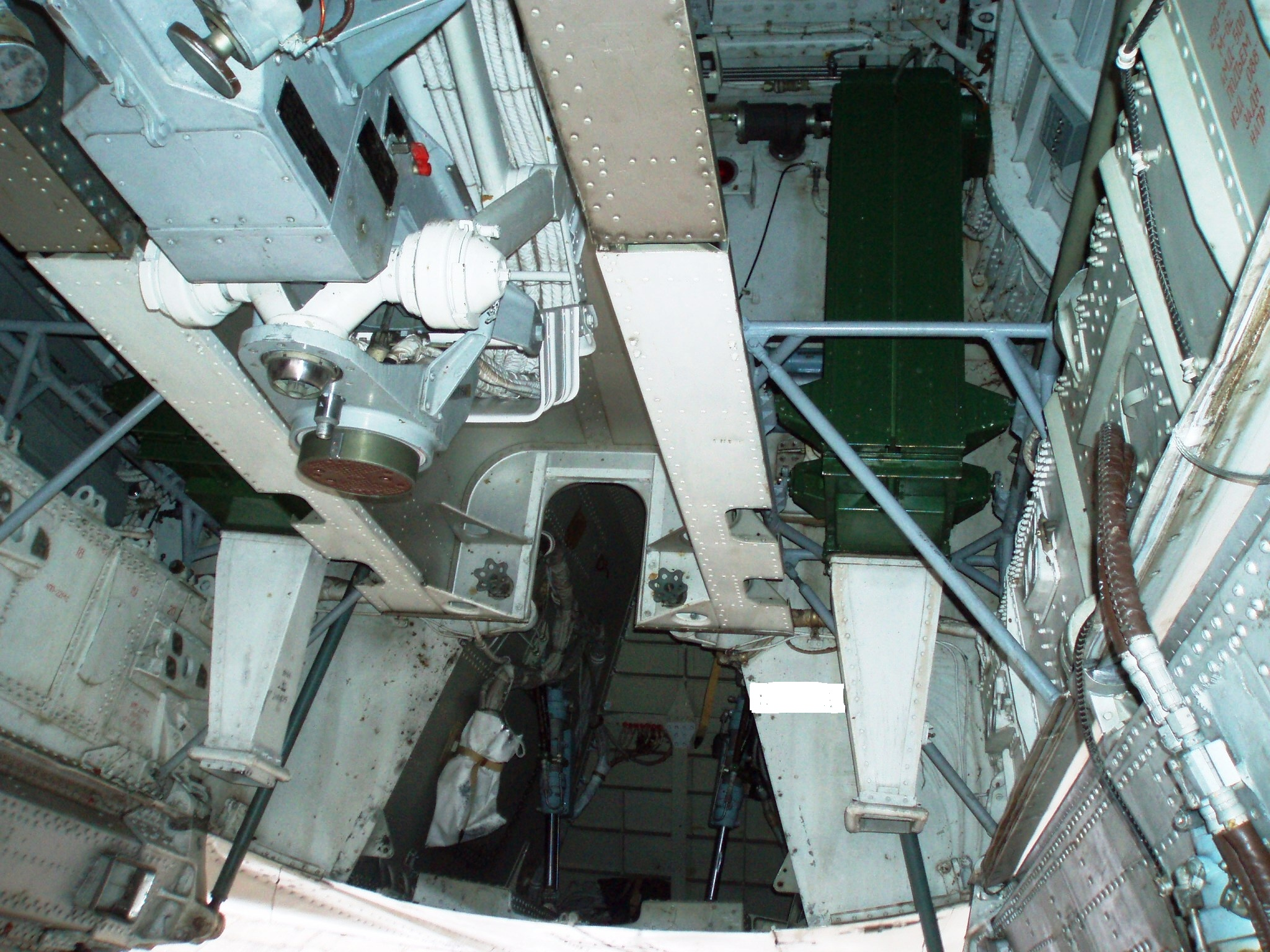
два автомата сброса отражателей АСО-2Б-126 в задней части грузового отсека самолёта Ту-22М

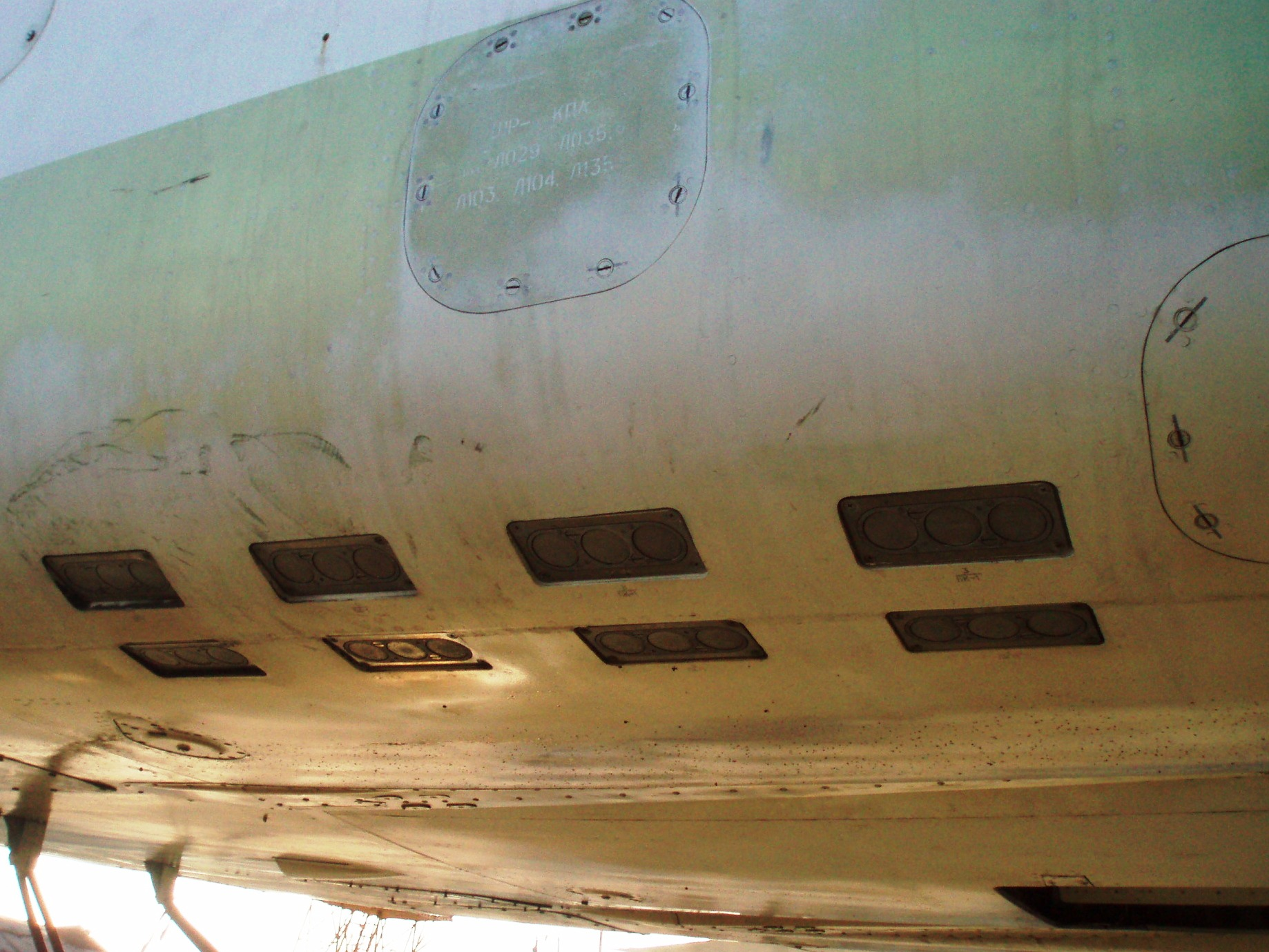
Держатели АПП-50 (для отстрела 50 мм ИК и ПРЛ патронов)

С учётом случайного распределения направления каждой полоски ДО в пространстве, единичный заряд имеет в результате определённую эффективную поверхность рассеяния (ЭПР).
Для постановки ложной цели выстреливается число пачек с ЭПР эквивалентным создаваемой цели. Например один самолёт может сбросить заряды эквивалентные 20 м², при типичном ЭПР самолёта около 1 м².
Для постановки заградительных помех, пачки выстреливаются количеством с суммарным ЭПР большим, чем у закрываемого объекта, так, чтобы сигнал РЛС был отражён облаком ДО и мощность сигнала, отраженного от облака, перекрывала мощность сигнала, отраженного от закрываемой цели.
ДО малоэффективны против РЛС, имеющих длину волны, сильно отличающуюся от двух длин ДО. С учётом крайне низкой стоимости ДО, это преодолевается смешиванием в одном заряде ДО различной длины.
ДО не эффективны против РЛС, определяющих скорость объектов, так как скорости закрываемой и симулируемой целей несоизмеримо выше скорости облака.

## История

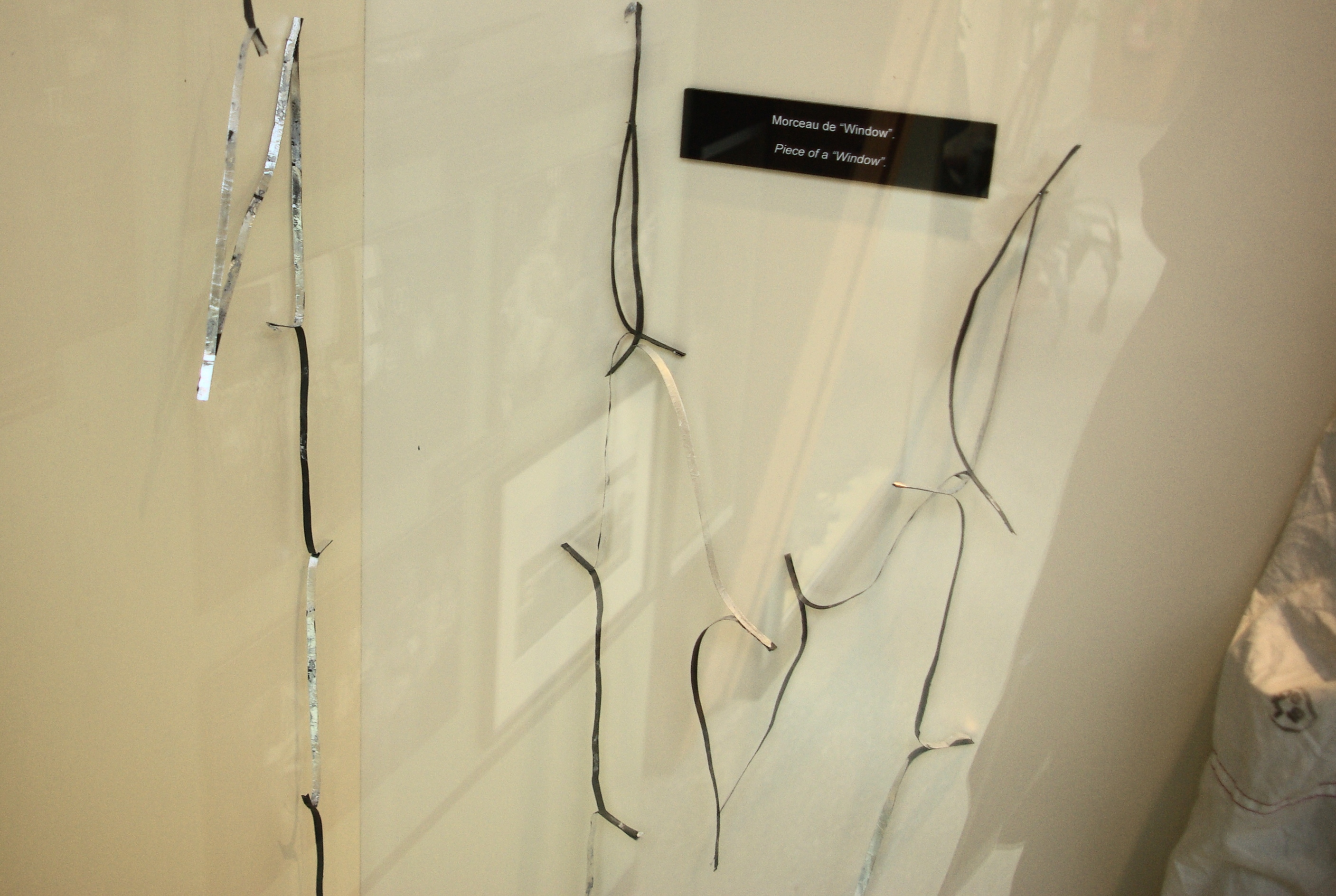
Образцы «Window» (дипольные отражатели времен Второй мировой войны)

«Window » — средство создания пассивных радиолокационных помех, разработанное английскими специалистами во время Второй мировой войны для защиты бомбардировочной авиации.
В техническом исполнении это были просто полоски металлизированной бумаги (станиоль), размер которых был подобран таким образом, чтобы они эффективно отражали в диапазоне частот работы немецких локаторов.
Весившие всего несколько килограммов эти полоски сбрасывались с бомбардировщиков при подлёте к цели. Полоски рассеивались в виде облака, которое на экране локатора выглядело подобием самолёта, что вводило операторов в заблуждение и мешало точному наведению на цель ночных истребителей, прожекторов и зенитных орудий.
Первое испытание «Window» было осуществлено Королевскими ВВС во время ночного налёта на Гамбург 24 июля 1943 года. Результаты превзошли все ожидания. Возникла путаница между наземными системами наведения и истребителями в воздухе, которые не находили указанных им целей.
В течение нескольких месяцев потери английских бомбардировщиков сократились наполовину и до конца войны, хотя число немецких истребителей возросло в четыре раза, потери не достигали такого уровня, как до применения «Window».
Немцы не понимали в чём дело, пока какой-то фермер не принёс в комендатуру странные полоски фольги, которые он собрал на своём участке.